# Hydronebrius
Hydronebrius is een geslacht van kevers uit de familie  waterroofkevers (Dytiscidae).
Het geslacht is voor het eerst wetenschappelijk beschreven in 1897 door Jakovlev.

## Soorten
Het geslacht omvat de volgende soorten:
- Hydronebrius amplicollis Toledo, 1994
- Hydronebrius cordaticollis (Reitter, 1896)
- Hydronebrius kashmirensis (Vazirani, 1964)
- Hydronebrius mattheyi Brancucci, 1980